# خانه عبدالرسول جمالی
خانه عبدالرسول جمالی مربوط به دوره قاجار است و در بوشهر، خیابان انقلاب، پلاک ۴ واقع شده و این اثر در تاریخ ۱۲ بهمن ۱۳۸۱ با شمارهٔ ثبت ۷۴۶۳ به‌عنوان یکی از آثار ملی ایران به ثبت رسیده است.